# سباستيان ليتون
سباستيان ليتون (بالإسبانية: Sebastián Leyton)‏ هو لاعب كرة قدم ومدرب كرة قدم تشيلي في مركز الوسط، ولد في 13 مايو 1993 في كوريكو في تشيلي. لعب مع ديبورتس لاسيرينا وديبورتيس أنتوفاغاستا وكوريكو يونيدو ونادي أونيفرسيداد دي تشيلي.

## وصلات خارجية
- سباستيان ليتون على موقع قاعدة بيانات كرة القدم.إي يو (الإنجليزية)
- سباستيان ليتون على موقع Soccerway.com (الإنجليزية)
- سباستيان ليتون على موقع AS.com (الإسبانية)